# Кубок Испании по футболу 1991/1992
Кубок Испании по футболу 1991/1992 — 88-й розыгрыш Кубка Испании по футболу выиграла Атлетико Мадрид. Этот кубок стал восьмым в истории команды.
Соревнование прошло в период со 21 августа 1991 по 27 июня 1992 года.

## Результаты матчей

### 1/4 финала
| Команда 1       | Итог | Команда 2            | 1-й матч | 2-й матч |
| --------------- | ---- | -------------------- | -------- | -------- |
| Атлетик Бильбао | 0:4  | Атлетико Мадрид      | 0:3      | 0:1      |
| Севилья         | 1:4  | Депортиво Ла-Корунья | 0:1      | 1:3      |
| Спортинг Хихон  | 2:1  | Логроньес            | 2:0      | 0:1      |
| Реал Мадрид     | 2:1  | Валенсия             | 2:1      | 0:0      |

### 1/2 финала
| Команда 1       | Итог | Команда 2            | 1-й матч | 2-й матч |
| --------------- | ---- | -------------------- | -------- | -------- |
| Атлетико Мадрид | 3:1  | Депортиво Ла-Корунья | 2:0      | 1:1      |
| Спортинг Хихон  | 3:7  | Реал Мадрид          | 1:2      | 2:5      |

### Финал
| 27 июня, 1992 год     | \| Атлетико Мадрид \| 2:0 \| Реал Мадрид \| \| Шустер 7′ · Футре 29′ \| Голы \| \| | Сантьяго Бернабеу, Мадрид Зрителей: 70 000 |
| Атлетико Мадрид       | 2:0                                                                                | Реал Мадрид                                |
| Шустер 7′ · Футре 29′ | Голы                                                                               |                                            |